# Palazzo Chiericati
Palazzo Chiericati is een stadspaleis (palazzo) in Vicenza (Noord-Italië), dat werd ontworpen door Andrea Palladio.
De opdracht tot de bouw werd gegeven door graaf Girolamo Chiericati in 1550. Na de dood van Girolamo in 1557 staakte zijn zoon het werk en gaf nog slechts de opdracht voor de decoraties van het paleis, onder andere aan de kunstenaars Zelotti en Battista Franco. Pas ongeveer een eeuw later werd het afgemaakt volgens de tekeningen uit Palladio's standaardwerk over de architectuur "I Quattro Libri dell'Architettura".
Het paleis werd gebouwd in een toenmalige buitenwijk van Vicenza met uitzicht op het “Piazza dell’Isola” (het huidige Piazza Matteotti) waar de rivieren Bacchiglione en de Retrone samenkwamen. Bij het grondplan van de villa is duidelijk rekening gehouden met de beperkte ruimte. Omdat er herhaaldelijk overstromingen voorkwamen, ontwierp Palladio de villa zodanig, dat het "piano nobile" (de voornaamste verdieping) hoog was gelegen en te bereiken was via een monumentale trap.
De façade bestaat uit een lichtelijk vooruitspringend middengedeelte, dat geflankeerd wordt door een tweetal loggia's, terwijl de daklijst is getooid met een aantal beeldhouwwerken.
Sinds de 19e eeuw is het in gebruik als museum (Museo Civico). Zoals meerdere gebouwen van Palladio in Vicenza werd Palazzo Chiericati hierbij als onderdeel van Vicenza en de Palladiaanse villa's in Veneto door de commissie voor het Werelderfgoed erkend als UNESCO werelderfgoed. Vicenza en drie villa's werden in 1994 tijdens de 18e sessie van de Commissie voor het Werelderfgoed bijgeschreven op de werelderfgoedlijst. 22 bijkomende villa's, waaronder dit Palazzo werden tijdens de 20e sessie in 1996 erkend.

## Galerij

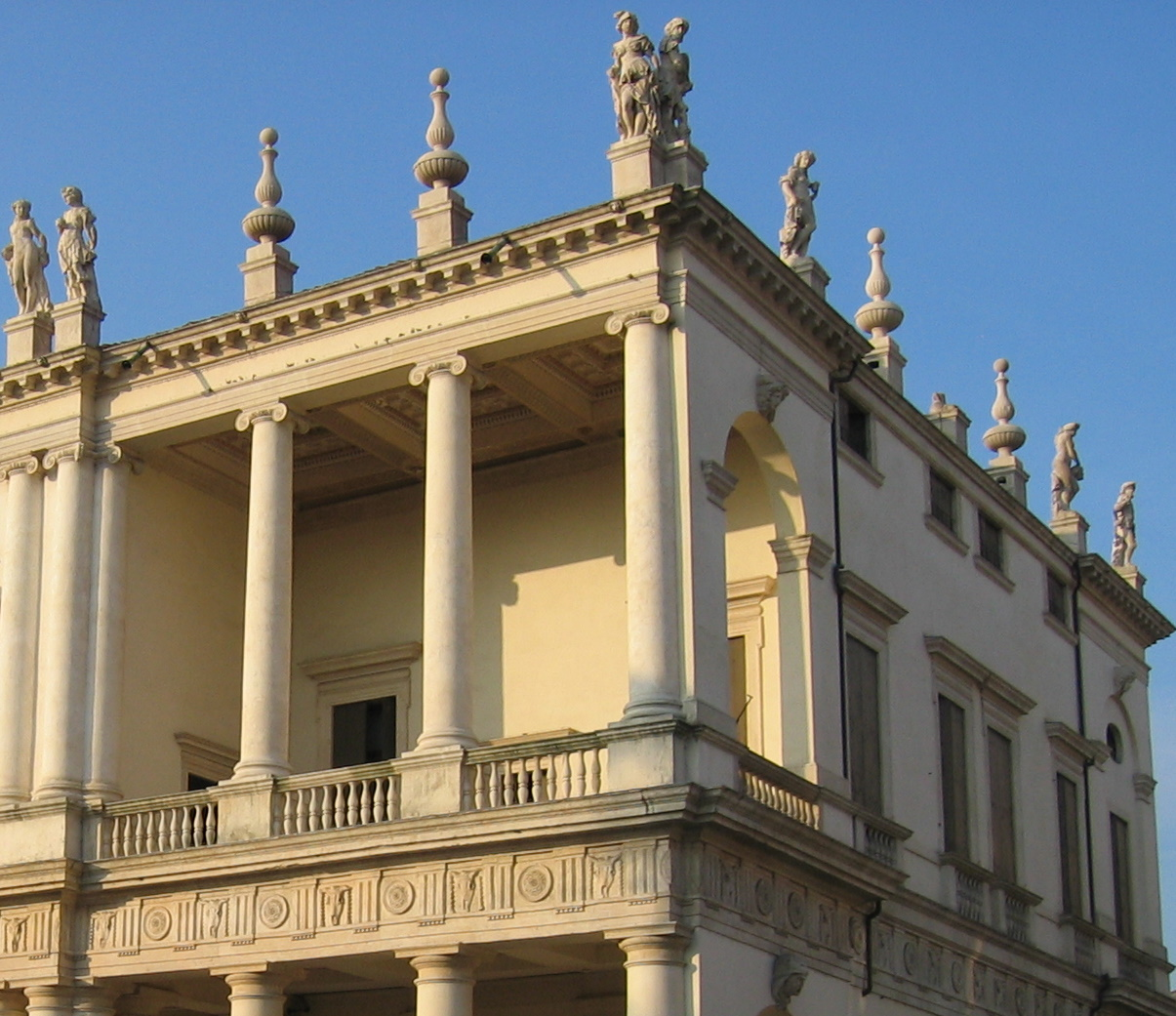
Detail van de daklijst van het Palazzo Chiericati
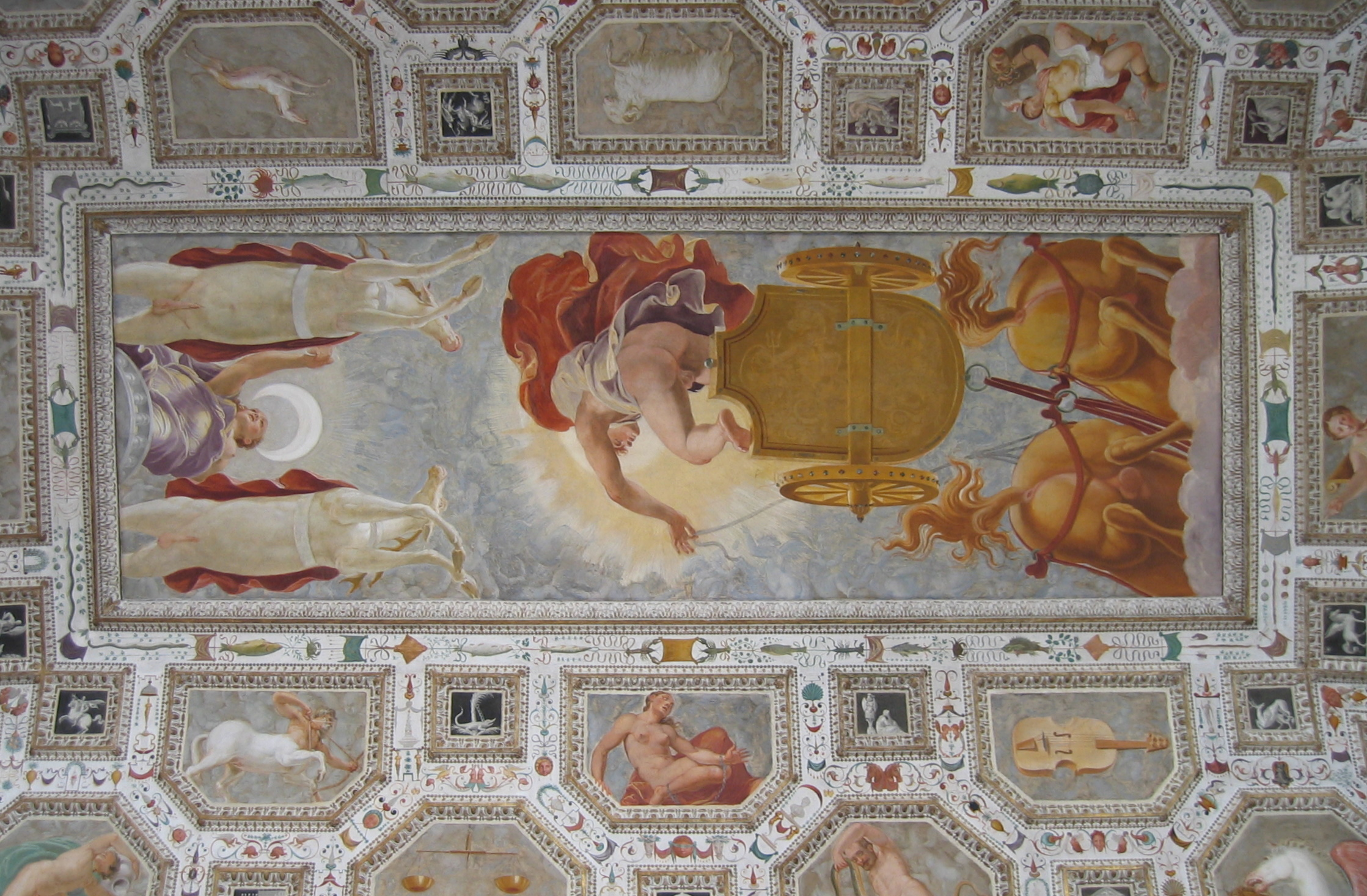
Fresco plafond palazzo Chiericati
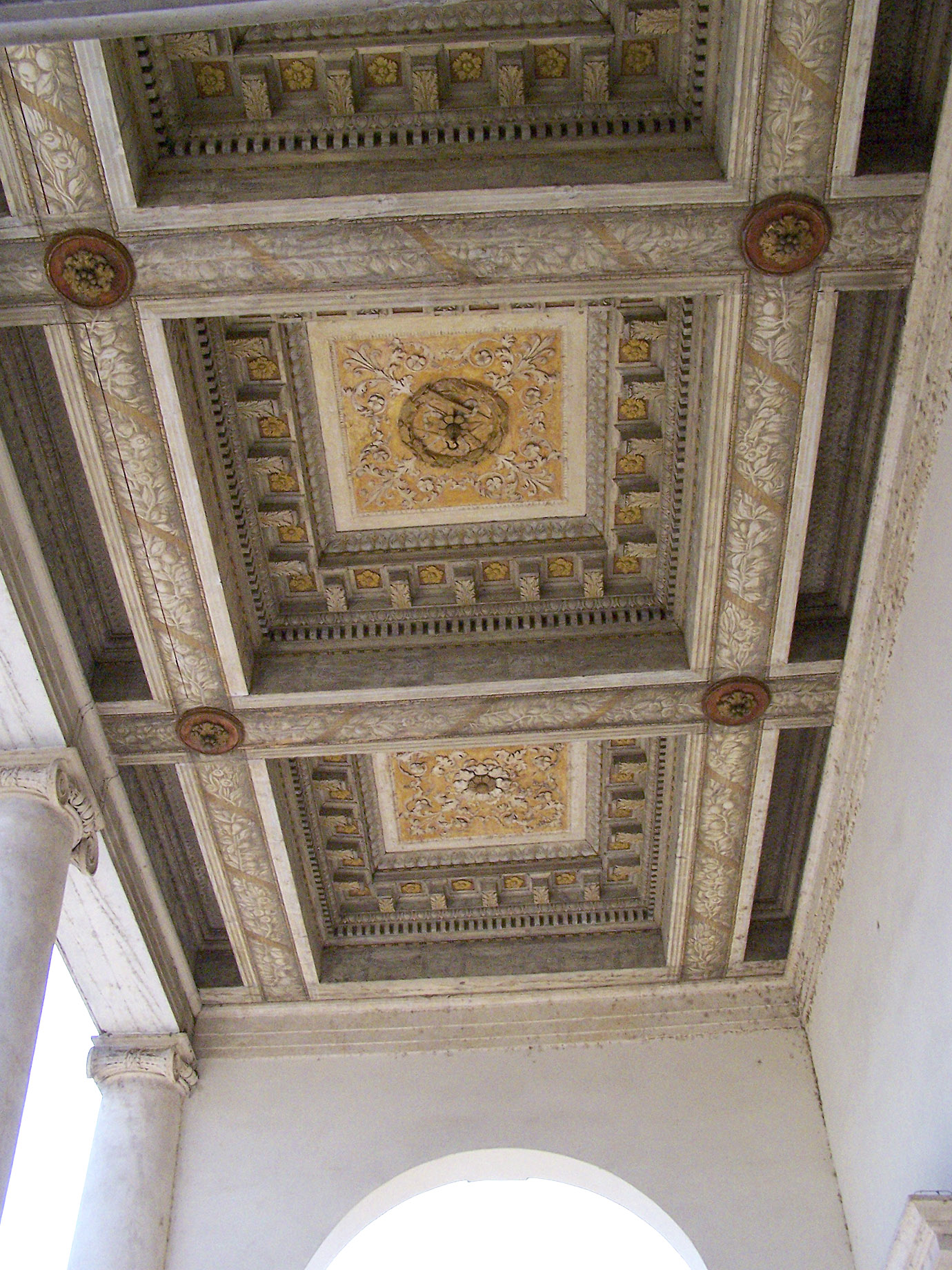
cassette-plafond van de loggia